# 1879 en mathématiques
| Années des mathématiques : 1876 - 1877 - 1878 - 1879 - 1880 - 1881 - 1882    |
| Décennies des mathématiques : 1840 - 1850 - 1860 - 1870 - 1880 - 1890 - 1900 |

Cet article présente les faits marquants de l'année 1879 en mathématiques.

## Naissances
- 19 janvier : Guido Fubini (mort en 1943), mathématicien italien.
- 1er mars : Robert Daniel Carmichael (mort en 1967), mathématicien américain.
- 13 avril : Francesco Severi (mort en 1961), mathématicien italien.
- 25 avril : Edwin Bidwell Wilson (mort en 1964), mathématicien américain.
- 4 mai : Werner Boy (mort en 1914), mathématicien et physicien allemand.
- 27 septembre : Hans Hahn (mort en 1934), mathématicien autrichien.
- 16 octobre : Philip Jourdain (mort en 1919), mathématicien et logicien britannique.
- 29 novembre : Nikolaï Krylov (mort en 1955), mathématicien russe.
- 24 décembre : Henri Villat (mort en 1972), mathématicien français.

## Décès
- 3 mars : William Kingdon Clifford (né en 1845), mathématicien et philosophe anglais.
- 8 mai : Philip Kelland (né en 1808), mathématicien britannique.
- 5 novembre : James Clerk Maxwell (né en 1831), physicien et mathématicien écossais.